# Pitz Alpine Glacier Trail
Der Pitz Alpine Glacier Trail ist ein Berglauf im Pitztal. Er findet abseits asphaltierter Straßen auf meist hochalpinen Pfaden statt.

## Distanzen
- P105 – Der Salomon Ultra, die Königsdistanz mit 106 km und ca. 6100 Höhenmetern[1]
- P90 – Der Pitztaler Gletscher Ultra mit 90 km und ca. 5400 Höhenmetern[2]
- P85 – Der Pitztaler Gletscher Ultra mit 85 km und ca. 5400 Höhenmetern[3] wurde durch den P90 ersetzt.
- P60 – Trail Experience, Mittelberglesee mit 64 km und ca. 4200 Höhenmetern
- P45 Glacier Trail – Der höchstgelegene Marathon der Alpen mit 45 km und ca. 2900 Höhenmetern[4]
- P45 Rifflsee Trail – Der Bergmarathon mit fantastischen Panoramen mit 43,9 km und ca. 2100 Höhenmetern[5]
- P30 Taschachferner Trail – Für Genießer mit 27 km und ca. 1300 Höhenmetern[6]
- P15 Zirbensteig Trail – Für Trail-Running-Einsteiger mit 16,6 km und ca. 800 Höhenmetern[7]
- P-YTR – Young Talents Race – Für Trail-Running-Einsteiger (Ü14 bis U23) mit 8 km und ca. 640 Höhenmetern[8]
- P Kids – Hindernislauf für Kinder[9]

## Strecke
Die Trails sind keine Forst-Autobahnen, sondern hochalpine Pfade, teilweise vergletschert und schneebedeckt. Nie ist klar, wie es Anfang August oben auf dem Mittagskogeljoch aussieht oder wie der Gletscher zu begehen ist. Für die Athleten auf den Langdistanzen P100, P90 und P45 Glacier geht es bis auf 3000 m Seehöhe hinauf. Beim Anstieg auf das Joch des Mittagskogels, der mit seiner pyramidenförmigen Form den markanten Talabschluss des Pitztals darstellt, und der anschließenden Gletscherüberquerung trennt sich im Teilnehmerfeld bereits die Spreu vom Weizen. Als weitere Besonderheit der Streckenführung gilt die Tatsache, dass alle Läufer immer wieder am Start- und Zielbereich in Mandarfen vorbeikommen und so neben den Zuschauern auch ihre Begleitpersonen treffen können. Die Streckenabschnitte bedeuten für die Athleten mit Gletscherquerung, einsamen Trails und Höhenluft auf 3000 m Trail Running auf sehr anspruchsvollem Niveau.

### Streckenführung der verschiedenen Distanzen
Start ist für alle Athleten in Mandarfen auf 1675 m. Die Strecken P100, P90 und P45 Glacier Trail führen sofort auf den 1300 m-Anstieg zum Joch des Mittagskogels auf 3050 m Höhe. Weiter geht der Trail hinab zum Gletscherexpress, steil herunter über den Mittelbergferner und nach der Gletscherüberquerung des Mittelbergferners weiter über den „Notweg“ nach Mittelberg und wieder nach Mandarfen. Hier geht es nun weiter durch das Hirschtal zum Rifflsee und über Plodersee und Fuldaer Höhenweg zum Taschachhaus und durchs Taschachtal wieder zurück nach Mandarfen. Die Teilnehmer der P30-Distanz und die P15-Sprinter folgen den „Langen“ auf diesem Streckenabschnitt. Während die P30-Läufer die gesamte Strecke über Riffl- und Plodersee, Fuldaer Höhenweg und Taschachtal laufen, kürzen die Sprinter am Rifflsee ab und laufen am See entlang nur einen Teilabschnitt des Fuldaer Höhenwegs, bevor sie vorzeitig absteigen und durchs Taschachtal zurück nach Mandarfen gelangen. Nachdem die anderen Distanzen nach diesen Streckenabschnitten im Ziel sind, geht es für die P100- & P90-Läufer noch weiter. Nach einem Aufstieg zur Kaunergrathütte auf 2.817 m geht es auf dem Pitztaler Almenweg bis zur Neubergalm, von wo aus der Downhill ins Tal folgt. Angekommen in Mandarfen, haben die P90-Teilnehmer ihr Ziel erreicht, während die P100-Athleten zu ihrer letzten Schleife aufbrechen, die sie nochmals hoch zum Rifflsee und anschließend ins Ziel nach Mandarfen führt.

## Sieger

### P100
| Datum         | Männer          | Zeit     | Frauen           | Zeit     | Teilnehmer |
| ------------- | --------------- | -------- | ---------------- | -------- | ---------- |
| 5. Aug. 2019  | Gerald Fister   | 13:55:01 | Kathrin Schichtl | 17:27:42 | 44         |
| 6. Aug. 2016  | Piotr Hercog    | 11:57:12 | Claudia Wehnert  | 17:40:48 | 30         |
| 25. Juli 2015 | Petru Muntenasu | 17:46:07 |                  |          | 15         |

### Ex-P100
(für den P100 angemeldet, das Rennen jedoch nach 85 km beendet)
| Datum         | Männer        | Zeit     | Frauen         | Zeit     | Teilnehmer |
| ------------- | ------------- | -------- | -------------- | -------- | ---------- |
| 5. Aug. 2017  | Mario Gruber  | 09:03:29 |                |          | 13         |
| 6. Aug. 2016  | Andreas Ernst | 13:08:51 | Sara Lindqvist | 15:49:15 | 8          |
| 25. Juli 2015 | Jürgen Nini   | 16:22:18 |                |          | 7          |

### P85
| Datum         | Männer           | Zeit     | Frauen          | Zeit     | Teilnehmer |
| ------------- | ---------------- | -------- | --------------- | -------- | ---------- |
| 5. Aug. 2017  | André Purschke   | 15:04:37 | Martina Trimmel | 15:40:01 | 24         |
| 6. Aug. 2016  | Christian Mlinar | 10:09:05 | Silke Wilhelm   | 13:07:34 | 15         |
| 25. Juli 2015 | Yannick Pingault | 18:00:56 | Vera Gansen     | 23:29:12 | 11         |

### P42 Glacier
| Datum         | Männer           | Zeit     | Frauen         | Zeit     | Teilnehmer |
| ------------- | ---------------- | -------- | -------------- | -------- | ---------- |
| 5. Aug. 2017  | Hannes Namberger | 06:09:56 | Laetitia Pibis | 07:22:19 | 138        |
| 6. Aug. 2016  | Markus Kröll     | 04:53:02 | Nicole Keßler  | 06:15:18 | 104        |
| 25. Juli 2015 | Lorenz Köhl      | 06:57:49 | Marie Rouire   | 09:52:08 | 58         |

### P42 Rifflsee
| Datum        | Männer       | Zeit     | Frauen         | Zeit     | Teilnehmer |
| ------------ | ------------ | -------- | -------------- | -------- | ---------- |
| 5. Aug. 2017 | Markus Kröll | 05:04:06 | Anita Eckersto | 06:40:58 | 45         |
| 6. Aug. 2016 | Mario Weiß   | 04:37:53 | Pamela Veith   | 06:14:54 | 53         |

### P26
| Datum         | Männer             | Zeit     | Frauen         | Zeit     | Teilnehmer |
| ------------- | ------------------ | -------- | -------------- | -------- | ---------- |
| 5. Aug. 2017  | Bastia Reichart    | 03:02:14 | Eva Mittereg   | 03:53:56 | 202        |
| 6. Aug. 2016  | Sebastian Hallmann | 02:45:46 | Monika Wallner | 03:24:08 | 135        |
| 25. Juli 2015 | Martin Mattle      | 03:05:30 | Zala Zdouc     | 03:51:54 | 59         |

### P15
| Datum         | Männer           | Zeit     | Frauen              | Zeit     | Teilnehmer |
| ------------- | ---------------- | -------- | ------------------- | -------- | ---------- |
| 5. Aug. 2017  | Michael Wallbra  | 01:33:16 | Sabrina Mockenhaupt | 01:48:44 | 160        |
| 6. Aug. 2016  | Martin Scheinser | 01:30:45 | Sandra Spörl        | 01:52:43 | 87         |
| 25. Juli 2015 | Helmut Walser    | 01:38:33 | Marina Kiss         | 01:56:24 | 38         |

## Entwicklung
Der Trail-Running-Wettbewerb fand erstmals im Juli 2013 als Pitztal-Gletscher Trail-Maniak statt. Im Jahr 2014 erfolgte seine Wiederholung. Im Juli 2015 wurde die Veranstaltung mit einer geänderten Streckenführung und zwei zusätzlichen Distanzen (P85 & P26) als Pitz Alpine Glacier Trail neu aufgelegt.

### Termine
- (1.) 12.–14. Juli 2013 als: Pitztal-Gletscher Trail-Maniak Mandarfen[30]
- (2.) 25.–27. Juli 2014 als: Pitztal-Gletscher Trail-Maniak[31]
- (3.) 24.–26. Juli 2015 erstmals als Pitz Alpin Glacier Trail[32]
- (4.) 5.–7. August 2016
- (5.) 4.–6. August 2017
- (6.) 4.–5. August 2018
- (7.) 3.–4. August 2019
- (8.) 7.–8. August 2020
- (9.) 6.–8. August 2021
- (10.) 5.–7. August 2022
- (11.) 3.–6. August 2023
- (12.) 2.–4. August 2024, Teil der Golden Trail National Series
- (13.) 1.–3. August 2025, Teil der Golden Trail World Series